# 9879 Mammuthus
9879 Mammuthus eller 1994 PZ29 är en asteroid i huvudbältet som upptäcktes den 12 augusti 1994 av den belgiske astronomen Eric W. Elst vid La Silla-observatoriet. Den är uppkallad efter elefantdjuret Mammutar.
Asteroiden har en diameter på ungefär 5 kilometer och den tillhör asteroidgruppen Martes.